# Pierre Aubert (musicien)
Pour les articles homonymes, voir Pierre Aubert.
Pierre Aubert ou Pierre-Augustin Aubert est un compositeur français né à Boissay le 29 juillet 1886 et mort pour la France le 12 juin 1918 dans la Forêt de Retz. 